# Villa Cattani
Villa Cattani è un edificio in Monza, in piazza Citterio 6, costruito nel 1827 in stile tardo neoclassico.

## Storia
La villa costruita nel 1827, sull'attuale piazza Citterio, fu edificata per volere della famiglia Cattani su progetto dell'architetto Giacomo Tazzini. La proprietà passò poi di proprietà ad altre famiglie lombarde: i Fumagalli, i Maggi e i Paleari.

## Architettura
L'edificio è a pianta rettangolare e s'innalza su tre piani. La facciata principale, che si affaccia sull'attuale piazza Citterio, è ingentilita da un balcone su colonne che sovrasta il portone d'entrata. La villa è dotata di un giardino retrostante di stile lombardo con fabbricati pertinenziali di recente costruzione. Un giardino più piccolo ingentilisce la facciata. La villa è stata censita dai Beni culturali della Lombardia fra le Ville gentilizie della provincia di Monza e Brianza.